# Dahlica wehrlii
Dahlica wehrlii is een vlinder uit de familie zakjesdragers (Psychidae). De wetenschappelijke naam van deze soort is voor het eerst geldig gepubliceerd in 1928 door Muller-Rutz.
De soort komt voor in Europa.